# Kecamatan Dayeuhluhur
Kecamatan Dayeuhluhur är ett distrikt i Indonesien.   Det ligger i provinsen Jawa Tengah, i den västra delen av landet, 230 km sydost om huvudstaden Jakarta.